# Dew Valley
Dew Valley az Amerikai Egyesült Államok északnyugati részén, Oregon állam Coos megyéjében elhelyezkedő önkormányzat nélküli település.